# Apogonia conspersa
Apogonia conspersa är en skalbaggsart som beskrevs av Jean Baptiste Boisduval 1835. Apogonia conspersa ingår i släktet Apogonia och familjen Melolonthidae. Inga underarter finns listade i Catalogue of Life.